# خلنج أملس
خلنج أملس (الاسم العلمي: Erica laevis) هو نوع من النباتات يتبع جنس الخلنج من الفصيلة الخلنجية.